# Kujawy (województwo opolskie)
Kujawy (dodatkowa nazwa w j. niem. Kujau) – wieś w Polsce położona w województwie opolskim, w powiecie krapkowickim, w gminie Strzeleczki. Historycznie leży na Górnym Śląsku, na ziemi prudnickiej.
W latach 1945–1954 miejscowość należała do gminy Strzeleczki w powiecie prudnickim. W latach 1975–1998 miejscowość należała administracyjnie do ówczesnego województwa opolskiego.

## Nazwa
W alfabetycznym spisie miejscowości na terenie Śląska wydanym w 1830 roku we Wrocławiu przez Johanna Knie wieś występuje pod polską nazwą Kujawi oraz nazwą zgermanizowaną Kujau. Topograficzny opis Górnego Śląska z 1865 roku notuje wieś pod zniekształconą, polską nazwą Kujawj, a także zgermanizowaną Kujau we fragmencie: "Kujau (1383 Koya, 1531 Kuyawy, polnisch Kujawj)". 1 czerwca 1948 r. nadano miejscowości, wówczas administracyjnie związanej z Zieliną i należącej do powiatu prudnickiego, polską nazwę Kujawy.

## Historia
Wieś po raz pierwszy wzmiankowana była w 1383. Książę Władysław Opolczyk tytułował się wówczas panem w Opolu, Prudniku, Kujawach i Dobrej. Katolicka parafia w Kujawach została założona w XIV wieku. Nazwa wsi pojawiła się w rejestrze świętopietrza w 1447. Znajdowała się w niej rezydencja rodu von Bees. Beesowie byli zwolennikami husytyzmu, za co po śmierci księstwa głogówecko-prudnickiego Bolka V w 1460 książęta Jan i Mikołaj odebrali im wszystkie majątki, w tym Kujawy.

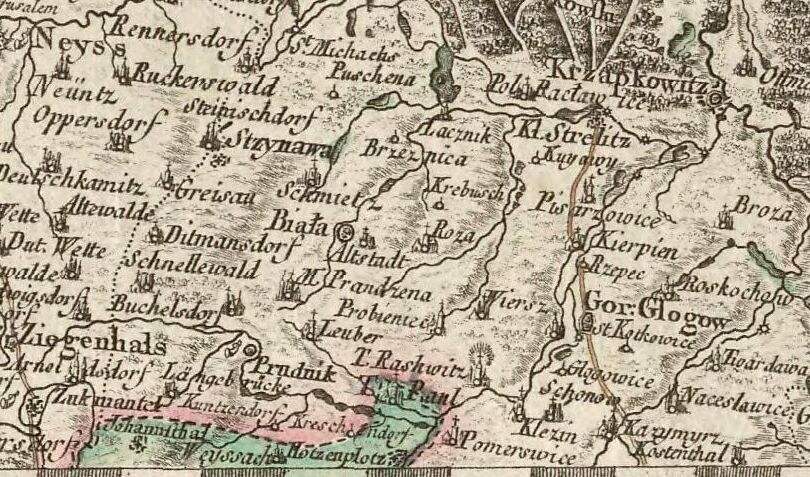
Kujawy (Kuyawy) wśród miejscowości ziemi prudnickiej na polskojęzycznej mapie z 1772

Kujawy często zmieniały właścicieli. W 1573 właścicielem Kujaw był Kasper Pückler z Grodziska koło Niemodlina. W 1597 ich właścicielem był Baltazar Betsch, a w 1665 hrabia Franciszek Euzebiusz von Oppersdorff. Do 1742 wieś należała do powiatu sądowego głogóweckiego w Monarchii Habsburgów. Po I wojnie śląskiej znalazła się w granicach Królestwa Prus i weszła w skład powiatu prudnickiego w prowincji Śląsk.
W XIX wieku w Kujawach funkcjonował młyn wodny, gorzelnia i olejarnia. Kujawy, będące własnością tajnego radcy Lindheima a następnie Tiele-Wincklerów, stanowiły jeden z największych majątków na ziemi prudnickiej. Wieś posiadała swoją własną pieczęć, która przedstawiała w polu na kartuszu otoczonym motywem roślinnym lemiesz pługa skrzyżowany z ostrzem kosy, a w otoku napis: KUIAUER: GEM: SIGEL / NEYSTAETER CREYS (pol. Gmina Kujawy / Powiat Prudnicki). W 1861 w Kujawach mieszkało 5 Żydów. W 1867 w północnej części wsi założono cmentarz.
Według spisu ludności z 1 grudnia 1910, na 712 mieszkańców Kujaw 44 posługiwało się językiem niemieckim, 659 językiem polskim, a 9 było dwujęzycznych. W latach 1919–1920 w Kujawach powstał pomnik upamiętniający mieszkańców wsi, którzy zginęli podczas I wojny światowej (rozbudowany po II wojnie światowej). W 1921 w zasięgu plebiscytu na Górnym Śląsku znalazła się tylko część powiatu prudnickiego. Kujawy znalazły się po stronie wschodniej, w obszarze objętym plebiscytem, w obwodzie nr 9 powiatu prudnickiego. 13 lutego 1921 w Kujawach odbyło się zebranie kółek rolniczych powiatu prudnickiego. Podczas posiedzenia założono polską spółkę „Rolnik” na powiat prudnicki, a także uchwalono dwie rezolucje „przeciw emigrantom i włóczęgom” na terenie plebiscytowym. Po stronie polskiej w III powstaniu śląskim, w 3. kompanii prudnickiej służyli mieszkańcy Kujaw. We wsi funkcjonowała cukrownia.
W okresie II wojny światowej, Armia Czerwona wkroczyła do Kujaw w drodze na Prudnik podczas operacji górnośląskiej 19 marca 1945. Zginęło wówczas 13 mieszkańców. W okresie walk o Prudnik w kwietniu i maju 1945 Armia Czerwona tymczasowo ewakuowała przez Kujawy do Strzeleczek niemieckich i polskich mieszkańców Prudnika i okolicznych wsi. Po II wojnie światowej, od marca do maja 1945 powiat prudnicki znajdował się pod kontrolą radzieckiej komendantury wojskowej. 11 maja 1945 polska administracja przejęła władzę cywilną w powiecie prudnickim. Mieszkańcom Kujaw, posługującym się dialektem śląskim bądź znającym język polski, pozwolono pozostać we wsi po otrzymaniu polskiego obywatelstwa.
Do 1956 roku Kujawy należały do powiatu prudnickiego. W związku z reformą administracyjną, w 1956 Kujawy zostały odłączone od powiatu prudnickiego i przyłączone do nowo utworzonego krapkowickiego.
Według raportu kierownika Powiatowego Oddziału Informacji i Propagandy w Prudniku na temat rosnącej niechęci ludności autochtonicznej do Polaków w powiecie prudnickim, w 1945 grupa Niemców w Kujawach otoczyła urzędnika Urzędu Ziemskiego i „bardzo obelżywie wyrażała się o Polakach, rządach polskich itp”. W 1946 w Kujawach znajdowała się siedziba jednego z okręgów sanitarnych Powiatowego Urzędu Zdrowia w Prudniku. We wsi funkcjonowała apteka. Utworzony został Zespół Hodowli Zarodowej w Kujawach, od 1956 z siedzibą w Głogówku, przemianowany dwa lata później na Państwowy Ośrodek Hodowli Zarodowej Głogówek.
W 1997 oddano do użytku kaplicę św. Barbary.

## Mieszkańcy
Miejscowość zamieszkiwana jest przez mniejszość niemiecką oraz Ślązaków. Mieszkańcy wsi posługują się gwarą prudnicką, będącą odmianą dialektu śląskiego. Należą do podgrupy gwarowej nazywanej Podlesioki.

### Liczba mieszkańców wsi
- 1871 – 652[36]
- 1885 – 681[37]
- 1905 – 695[38]
- 1910 – 712[21]
- 1933 – 690[39]
- 1966 – 767[40]
- 1998 – 826[41]
- 2002 – 760[41]
- 2009 – 692[41]
- 2010 – 668[42]
- 2011 – 671[41]
- 2021 – 644[41]

## Zabytki
Do wojewódzkiego rejestru zabytków wpisane są:
- kościół par. pw. Świętej Trójcy, renesansowy z 1583 r. – XVI w., 1938 r., w środku renesansowe epitafia i ambona oraz barokowy ołtarz główny
- brama na cmentarz kościelny

Inne zabytki:
- park, z XIX w. do 1900 r.
- Pałac w Kujawach ze schyłku XIX w.

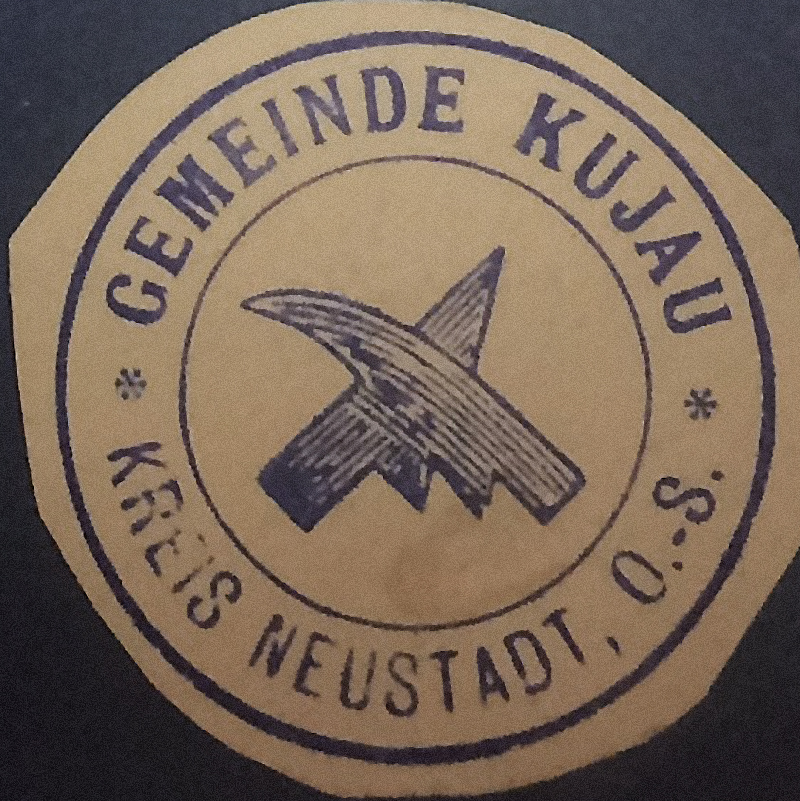
Pieczęć Kujaw (1911)
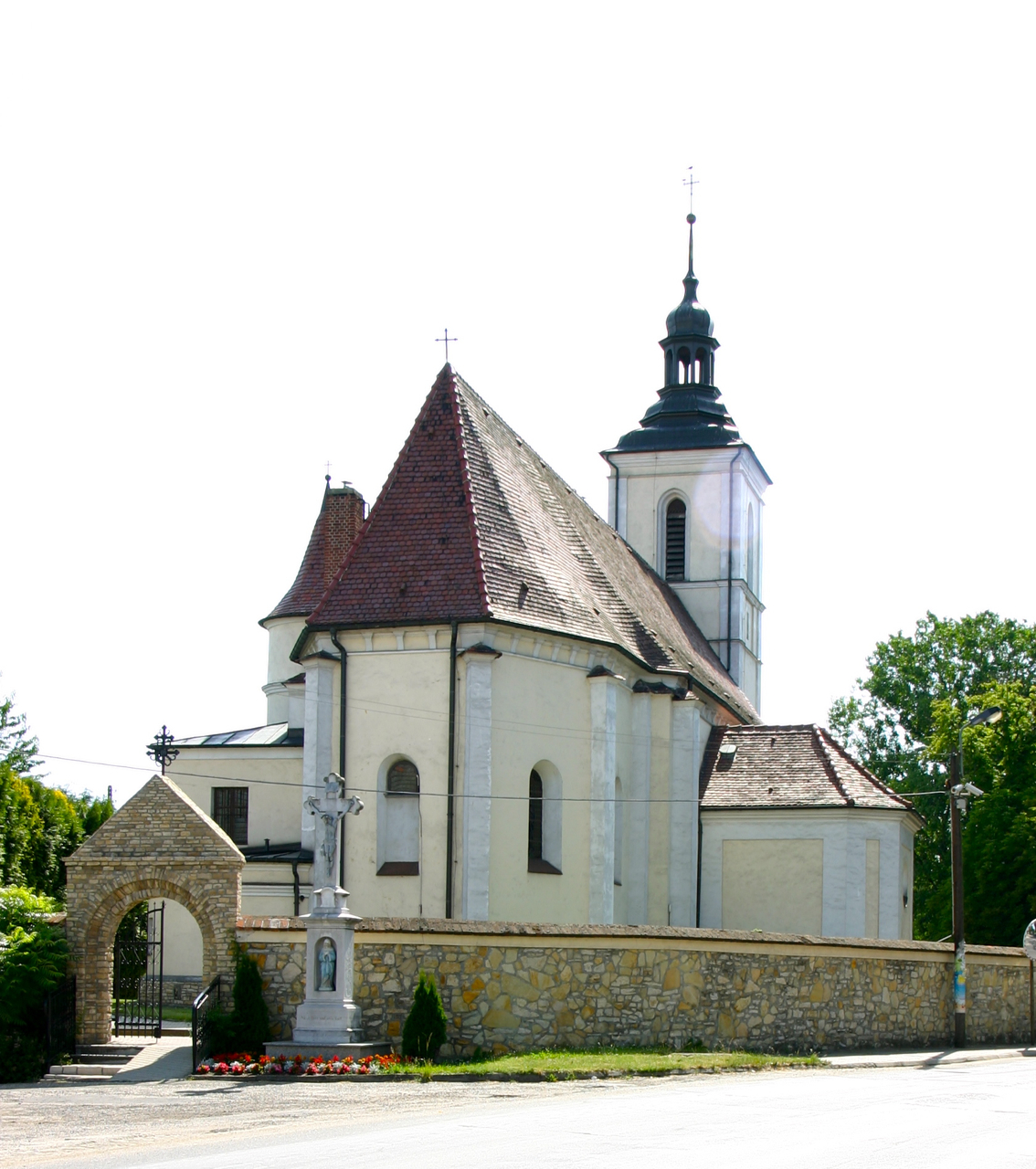
Kościół pw. św. Trójcy
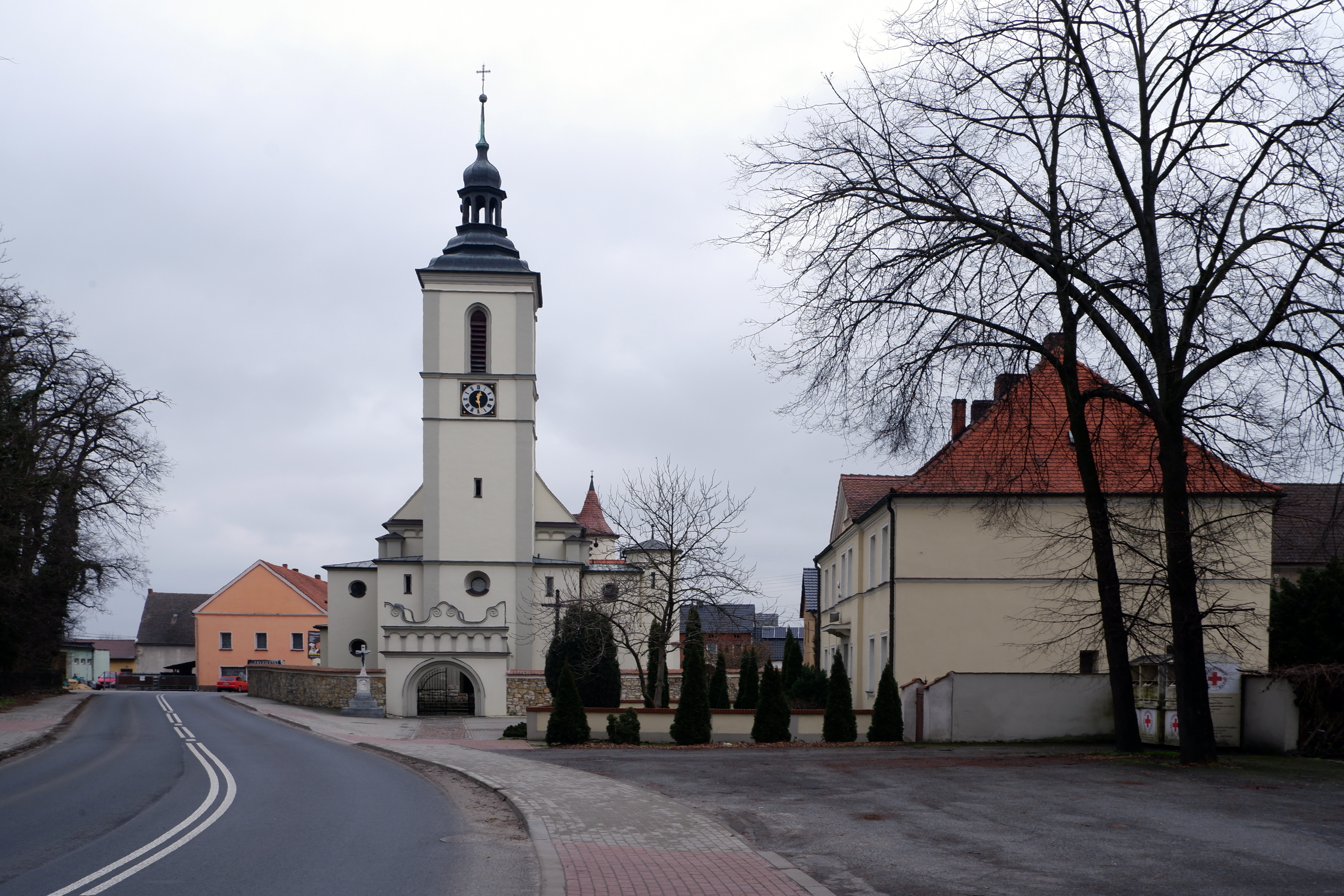
Kościół św. Trójcy
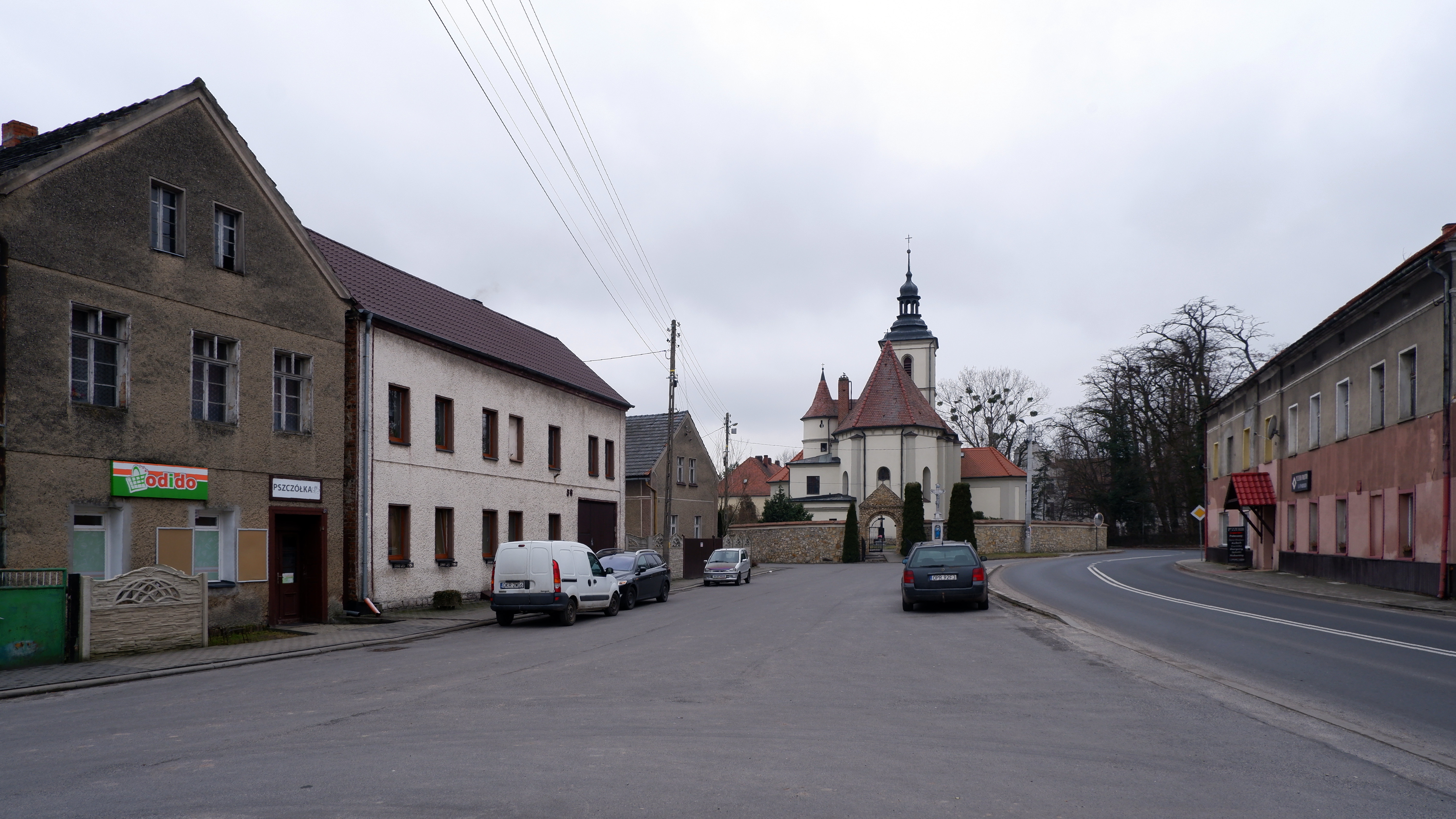
Centrum miejscowości
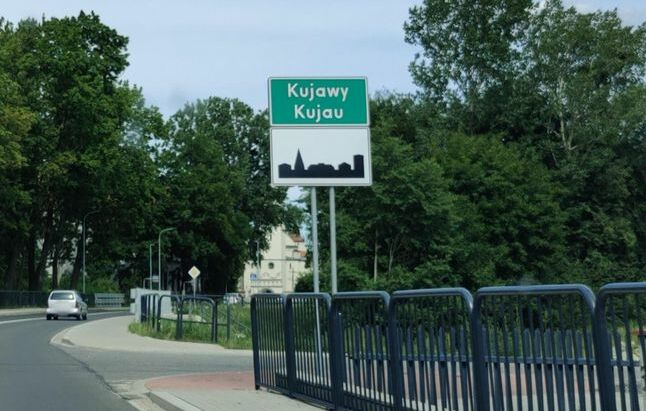
Tablica pol.-niem. od strony Prudnika
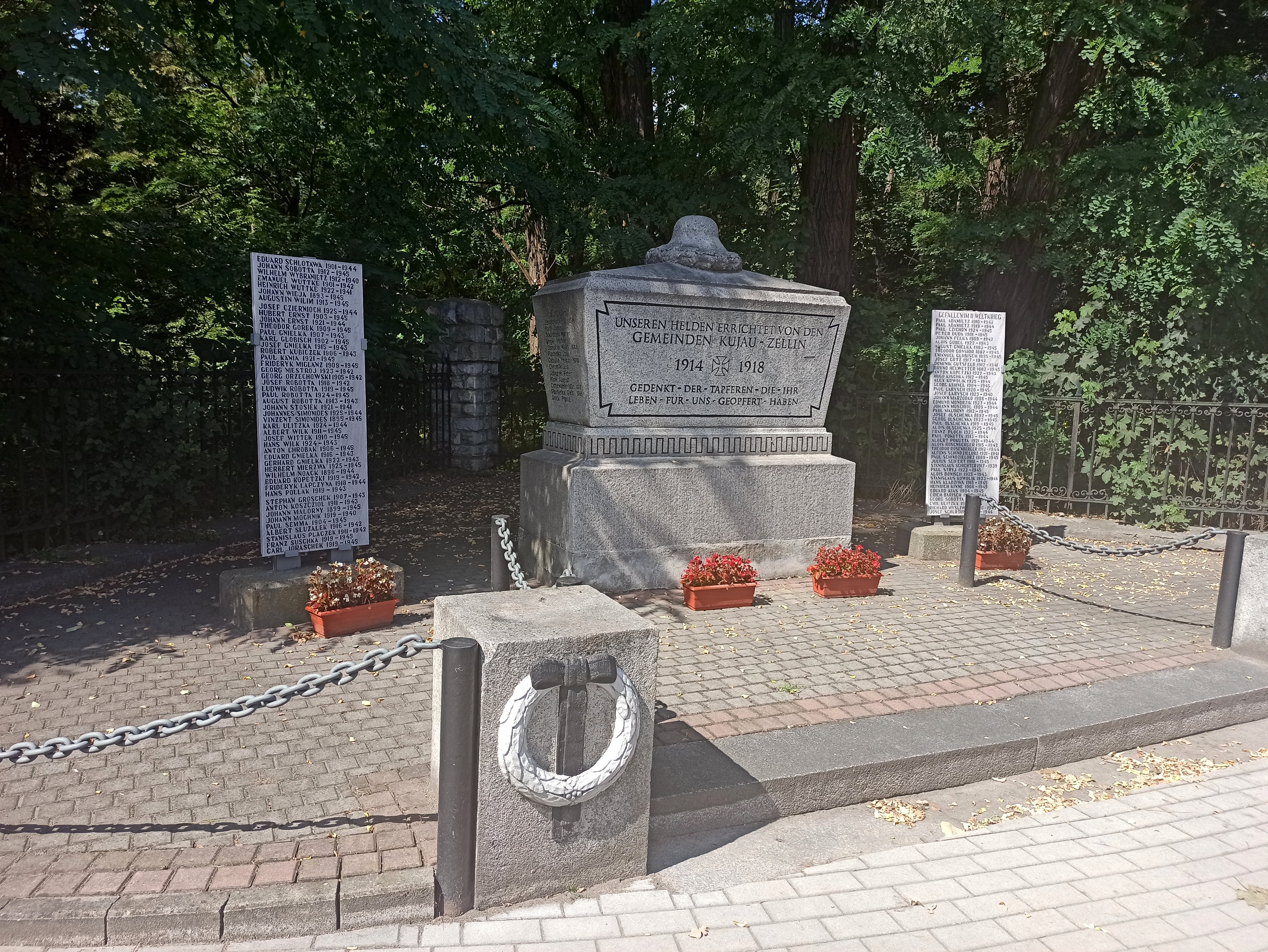
Pomnik poległych w I i II wś.

## Pomniki i obiekty upamiętniające
- Pomnik poległych w I i II wojnie światowej – pomnik w Kujawach powstały w latach 1919–1920 jako upamiętnienie mieszkańców wsi, którzy polegli w I wojnie światowej. Dostawiono do niego dwie tablice z nazwiskami mężczyzn, którzy zginęli podczas II wojny światowej. Znajduje się na nim napis w języku niemieckim: Gefallen im II Weltkrieg. Zgodnie z kryteriami w sprawie upamiętnień na obszarze RP żołnierzy niemieckich przyjętymi w uchwale Rady Ochrony Pamięci Walk i Męczeństwa w 1995, pomnik został uznany za nieprawidłowy[22].

## Transport
drogowy
Przez Kujawy przebiega droga wojewódzka 409 Dębina – Strzelce Opolskie
Kujawy posiadają połączenia autobusowe z Moszną, Opolem, Prudnikiem, Strzeleczkami, Krapkowicami.
kolejowy
Nieczynna stacja kolejowa Zielina w Kujawach znajduje się przy ul. Kolejowej. Najbliższa czynna stacja kolejowa znajduje się w Prudniku.
Lokalni przedsiębiorcy i właściciele majątków ziemskich zawiązali w 1895 spółkę Kolej Prudnicko-Gogolińska z siedzibą w Prudniku, której celem stała się budowa linii lokalnej z Prudnika do Gogolina. Linia kolejowa nr 306 relacji Prudnik – Goglin została oddana do użytku w 1896. Powódź w 1997 zniszczyła most na Odrze w Krapkowicach, uniemożliwiając dojazd do Gogolina. W 2005 ruch na linii 306 został zawieszony. Zmodernizowana do celów towarowych linia relacji Prudnik – Krapkowice została oddana do użytku w 2016. Na bocznicy między składem militarnym w lesie koło Strzeleczek a Prudnikiem odbywa się wojskowy ruch transportowy.

## Turystyka
Oddział PTTK „Sudetów Wschodnich” w Prudniku ustanowił turystyczną Odznakę Krajoznawczą Ziemi Prudnickiej, którą zdobywa się poprzez zwiedzenie odpowiedniej liczby obiektów w miejscowościach położonych na ziemi prudnickiej, w tym w Kujawach.
12 lipca 2010, w ramach organizowanego w Prudniku VI Europejskiego Tygodnia Turystyki Rowerowej, w którym wzięli udział rowerzyści z całej Europy, przez Kujawy prowadziła trasa „Szlakiem Pielgrzyma”.

## Bezpieczeństwo
Do 1998 bezpieczeństwo pożarowe w Kujawach było nadzorowane przez Komendę Rejonową PSP w Prudniku.
Miejscowość jest pod opieką dzielnicowego rejonu służbowego nr 8 Komendy Powiatowej Policji w Krapkowicach.
Teren wsi, jak i całej gminy Strzeleczki, położony jest w strefie nadgranicznej w związku z czym Straż Graniczna dysponuje, na tym obszarze, specjalnymi kompetencjami w zakresie bezpieczeństwa. Gminę Strzeleczki obejmuje zasięgiem służbowym placówka Straży Granicznej w Opolu ze Śląskiego Oddziału SG.